# Dupontia nitella
Dupontia nitella é uma espécie de gastrópode  da família Euconulidae.
Pode ser encontrada nos seguintes países: Maurícia e Reunião.